# Théorème de Herbrand-Ribet
Ne doit pas être confondu avec Théorème de Herbrand.
Le théorème de Herbrand-Ribet renforce le théorème de Kummer selon lequel le nombre premier p divise le nombre de classes du corps cyclotomique des racines p-ièmes de l'unité si et seulement si p divise le numérateur du n-ième nombre de Bernoulli Bn pour un certain entier n strictement compris entre 0 et p-1. Le théorème de Herbrand-Ribet précise ce que veut dire, en particulier, l'éventuelle divisibilité par p de Bn. 
Le groupe de Galois {\displaystyle \Sigma } du corps cyclotomique des racines p-ièmes de l'unité pour un nombre premier impair p, ℚ(ζ) avec {\displaystyle \zeta ^{p}=1}, est constitué des {\displaystyle p-1} éléments {\displaystyle \sigma _{a}}, où {\displaystyle \sigma _{a}} est défini par le fait que {\displaystyle \sigma _{a}(\zeta )=\zeta ^{a}}. Comme conséquence du petit théorème de Fermat, dans l'anneau des entiers p-adiques ℤp, nous avons {\displaystyle p-1} racines de l'unité, chacune d'elles est congrue mod p à un certain nombre dans l'intervalle 1 à p - 1 ; nous pouvons par conséquent définir un caractère de Dirichlet {\displaystyle \omega } (le caractère de Teichmüller) à valeurs dans ℤp en requérant que pour n premier à p, ω(n) soit congru à n modulo p. Le p-composant du groupe de classes, c'est-à-dire le sous-groupe de ce groupe formé par les éléments dont les ordres sont des puissances de p, est un ℤp-module, et nous pouvons appliquer les éléments de l'anneau ℤp[Σ] vers elle et obtenir les éléments du groupe de classes. Nous pouvons maintenant définir un élément idempotent de l'anneau pour chaque n de 1 à p - 1, comme
Nous pouvons maintenant séparer la p-composante du groupe G des classes d'idéaux de ℚ(ζ) par identification des  idempotents ; si G est le groupe des classes d'idéaux, alors {\displaystyle G_{n}=\epsilon _{n}(G)}.
Alors, nous avons le théorème de Herbrand-Ribet : 
{\displaystyle G_{n}} est non trivial si et seulement si p divise le nombre de Bernoulli {\displaystyle B_{p-n}}. La partie exprimant p divise {\displaystyle B_{p-n}} si {\displaystyle G_{n}} est non trivial est due à Jacques Herbrand. La réciproque (si {\displaystyle p} divise {\displaystyle B_{p-n}} alors {\displaystyle G_{n}} est non trivial) est due à Ken Ribet, et est considérablement plus difficile. Par la théorie des corps de classes, ceci n'est possible que s'il existe une extension non ramifiée du corps des racines {\displaystyle p}-ièmes de l'unité par une extension cyclique de degré {\displaystyle p} qui se comporte de la manière prescrite sous l'action de {\displaystyle \Sigma } ; Ribet démontra ceci en 1976, par une construction concrète d'une telle extension.